# 4652 Iannini
4652 Iannini este un asteroid din centura principală, descoperit pe 30 august 1975.